# Ophiozona marmorea
Ophiozona marmorea är en ormstjärneart som beskrevs av George Richard Lyman 1883. Ophiozona marmorea ingår i släktet Ophiozona och familjen fransormstjärnor. Inga underarter finns listade i Catalogue of Life.